# Donkersvoort
Donkersvoort is een buurtschap  in het buitengebied van de voormalige gemeente Beek en Donk, nu deel van de gemeente Laarbeek in de Nederlandse provincie Noord-Brabant. 

## Etymologie
De naam Donkersvoort is samengesteld uit de woorden donk en voort. Donk verwijst naar een plateaurand langs een beekdal. Het woord 'voort' is afgeleid van voorde, een doorwaadbare plaats. De beek ter plaatse is inmiddels naar de buurtschap vernoemd en heet Donkersvoortse Loop.

## Geschiedenis
De buurtschap, die gelegen is ten westen van de bebouwde kom van Beek en Donk, is ontstaan in de 14e en 15e eeuw. De oudste vermelding is te vinden in de Bossche Protocollen van 1380. Daarin wordt in een opsomming van onroerende goederen " 't goet te Donckervoort" genoemd. In die tijd breidde de bewoning van een oude nederzetting op een hoger deel van het dekzandlandschap, bij de huidige buurtschap Heereind, zich uit naar lager gelegen delen, waaronder Donkersvoort.
In 1939 werd in Donkersvoort een bronzen hielbijl uit de Midden Bronstijd gevonden. De bijl is compleet en intact. Bij vondsten van complete prehistorische gebruiksvoorwerpen in relatief natte gebieden zoals beekdalen gaat het veelal om bewust gedeponeerde voorwerpen. Het is daarom aannemelijk dat de hielbijl is geofferd als gift aan bovennatuurlijke wezens, een zogeheten votiefgave.

## Huidige situatie
Hoewel het landschap op Donkersvoort in de afgelopen eeuwen veranderd is − vanaf ongeveer 1840 zelfs in sterke mate − heeft de buurtschap haar karakter van hoevenlandschap nog grotendeels behouden. Op dit moment telt Donkersvoort een veertiental boerderijen. Een aantal daarvan is nog in bedrijf, andere zijn verbouwd tot woonboerderij.